# Departamento Albardón
Albardón es un departamento del centro de la provincia de San Juan, en la región de Cuyo, Argentina. Ocupa el sector norte del Valle del Tulúm.
Este departamento posee un superficie de 945 km², donde se desarrolla un paisaje serrano desértico hacia el norte y noroeste, mientras que hacia el este y sur, prima un relieve llano, concentrándose allí, precisamente en la zona sur, más de 20.000 habitantes.
Albardón se sustenta económicamente, en forma mayoritaria mediante el desarrollo de actividades agroindustriales, mineras y terciarias. Es un importante centro de producción de vino, principalmente de mesa. Además hay producción de alimentos para conserva, fundamentalmente vinculados con la uva para consumo en fresco y pasa.

## Toponimia
La palabra Albardón, en idioma castellano, representa una especie de "Cordón de Tierra" o loma que sale sobre un terreno. Según cuenta la tradición, esto fue lo que vio el español sobre el lado norte del río San Juan y de acuerdo con esta característica se definió el nombre de la zona. Fuente: "San Juan Nuestra Tierra" , Ediciones Argentina.

## Historia
En tiempos prehispánicos, lo que hoy es Albardón, estuvo ocupado por la Nación Huarpe, al amparo del cultivo del maíz, zapallo, sandía y melones. Con el arribo de los conquistadores españoles, dicha zona se incluyó con la denominación de Valle de Angaco, identificándose la zona de Albardón por el fortín Las Tapias (San Juan), que en la actualidad, un típico mangrullo señala el lugar del antiguo fuerte.
En el periodo revolucionario, gobernadores progresistas se preocuparon por poblar y hacer producir estas tierras. Durante el gobierno de Camilo Rojo se creó, por una ley del 24 de enero de 1866, la localidad de General San Martín en Albardón, fecha que se recuerda como la fundación de este departamento. El objetivo de la ley era estimular a la población a concentrarse en núcleos urbanos y así dotar de villas cabeceras a los departamentos de la campaña que no las tenían. Por ello se contemplaba la explotación de cuatro cuadras que serían indemnizadas con fondos del tesoro público y la venta de lotes a particulares interesados. El dinero obtenido se destinaría a la construcción de los edificios públicos necesarios, diez años después recién se daría cumplimiento a esta disposición. Mientras tanto la ley municipal de 1869 ya reconocía a Albardón como uno de los departamentos en que se dividía la provincia.

## Geografía

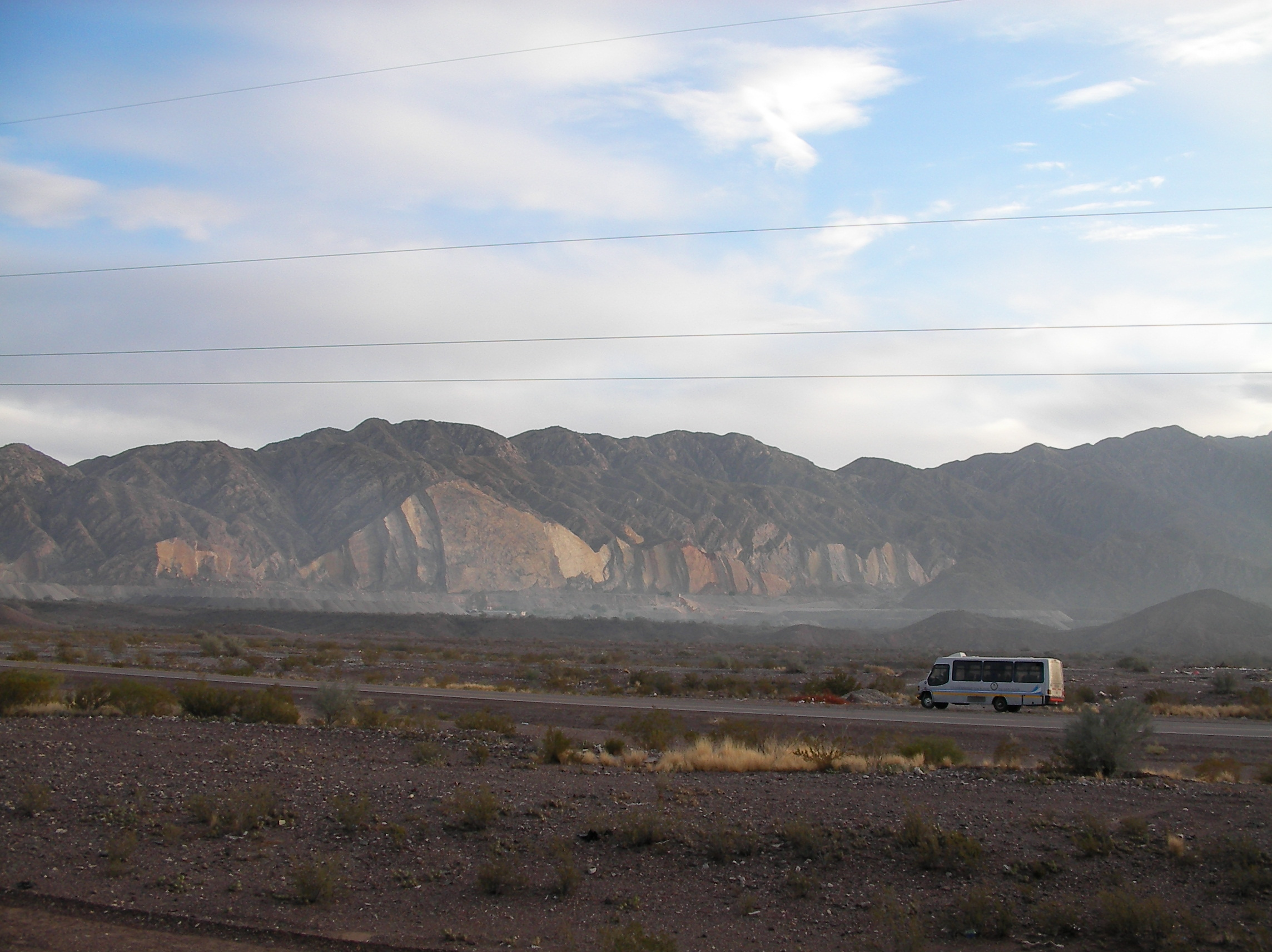
Vista de la Serranía de Villicúm.

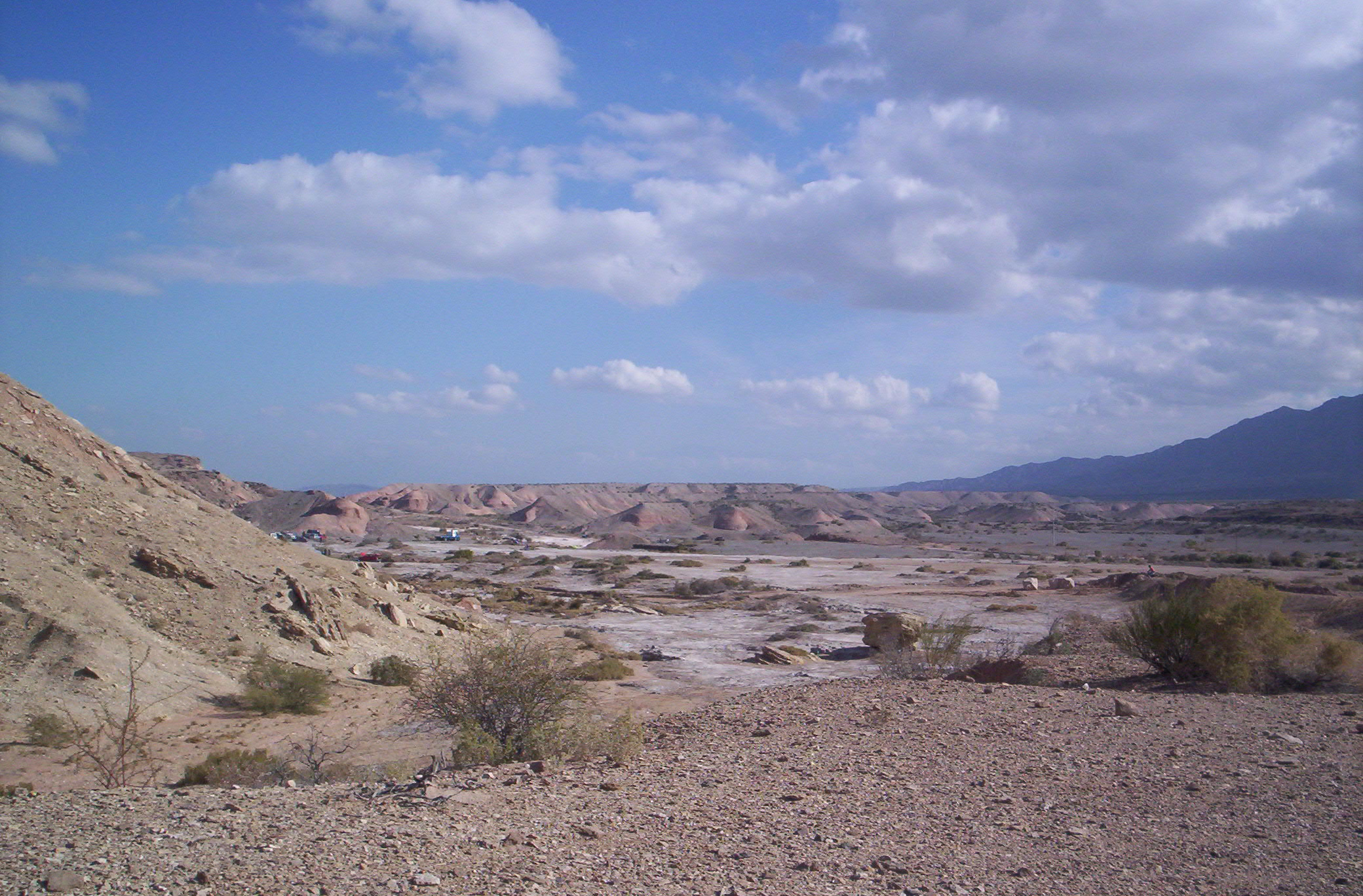
Paisaje del distrito de La Laja.

El Departamento Albardón se encuentra ubicado en el centro de la provincia de San Juan, al norte de la ciudad de San Juan, a 15 kilómetros, tiene una superficie de 945 km².
Sus límites son:
- Al norte con el departamento de Jáchal.
- Al sur con el de Chimbas y Rivadavia.
- Al este con el de Angaco y San Martín.
- Al oeste con el de Ullum.

El territorio de Albardón se divide:
- Área bajo riego agrícola: comprende el 4,5% de la superficie total del departamento, la superficie irrigada y consolidada como agroindustrial, abarca 3500 hectáreas, y en ella están ubicados los núcleos urbanos como Villa General San Martín.
- Área de secano: comprende el 95,5% de la superficie del departamento, cubriendo la mayor parte del territorio, de carácter árido y con escasos recursos hídricos, comprendiendo en el presente solo actividades mineras. Se extiende un sector urbano en Campo Afuera en el borde del área de secano.
- Reserva Natural Loma de las Tapias se localiza en el límite con Ullum en el extremo suroeste del departamento.

### Clima
Las características climáticas se ven allí atemperadas. Tiene una mayor cantidad de días de calor, muchas horas diarias de sol, veranos calurosos, inviernos moderados y estaciones intermedias (primavera y verano) muy marcadas. Lo afecta la escasez de lluvias como a todo el territorio provincial pero sufre menor número de heladas que el resto de la zona agrícola.

### Relieve
Albardón es un espacio encerrado al este por la serranía de Pie de Palo y al oeste por las sierras de Villicum. Hacia el sur se han formado lomadas, producto de la erosión. Por último se extiende la llanura de piedemonte.
- Coordenadas 31°25′S 68°30′O / -31.417, -68.500

### Sismicidad
La sismicidad del área de Cuyo (centro oeste de Argentina) es frecuente y de intensidad baja, y un silencio sísmico de terremotos medios a graves cada 20 años en distintas áreas aleatorias.
Terremoto de Caucete 1977el 23 de noviembre de 1977, la región fue asolada por un terremoto y que dejó como saldo lamentable algunas víctimas, y un porcentaje importante de daños materiales en edificaciones.
Sismo de 1861aunque dicha actividad geológica catastrófica, ocurre desde épocas prehistóricas, el terremoto del 20 de marzo de 1861 señaló un hito importante dentro de la historia de eventos sísmicos argentinos ya que fue el más fuerte registrado y documentado en el país. A partir del mismo la política de los sucesivos gobiernos mendocinos y municipales han ido extremando cuidados y restringiendo los códigos de construcción. Y con el terremoto de San Juan de 1944 del 15 de enero de 1944 (81 años) el gobierno sanjuanino tomó estado de la enorme gravedad sísmica de la región.
El Día de la Defensa Civil fue asignado por un decreto recordando el sismo que destruyó la ciudad de Caucete el 23 de noviembre de 1977, con más de 40.000 víctimas sin hogar. No quedaron registros de fallas en tierra, y lo más notable efecto del terremoto fue la extensa área de licuefacción (posiblemente miles de km²).
El efecto más dramático de la licuefacción se observó en la ciudad, a 70 km del epicentro: se vieron grandes cantidades de arena en las fisuras de hasta 1 m de ancho y más de 2 m de profundidad. En algunas de las casas sobre esas fisuras, el terreno quedó cubierto de más de 1 dm de arena.

## Población
El censo 2010 arrojó 23 888 habitantes. 
Para el censo 2022 el departamento registró 31 284 habitantes; lo que representó un aumento en la cantidad de personas del 31% mayor que el crecimiento poblacional provinciala situado en 20,8%. Estos datos le valieron al departamento tener la octava mayor población en la provincia.
La población se concentra en una escasa porción del departamento. El 54% corresponde a la población urbana, mientras que el 46% representa a la población rural. Este último porcentaje muestra la importancia de la actividad agrícola para la zona. Actualmente la baja rentabilidad de las tareas rurales, unida a la búsqueda de educación y otros servicios provoca la emigración de sus habitantes. En general los asentamientos poblacionales presentan un alto porcentaje de edificación sismorresistente. En total un 73% de la población vive en buenas condiciones de habitabilidad. 
Parajes
- El Salado
- El Topón
- La Frontera
- La Laja
- Las Lomitas
- Las Tapias
- Obispo Zapata

## Actividades económicas

### Agricultura

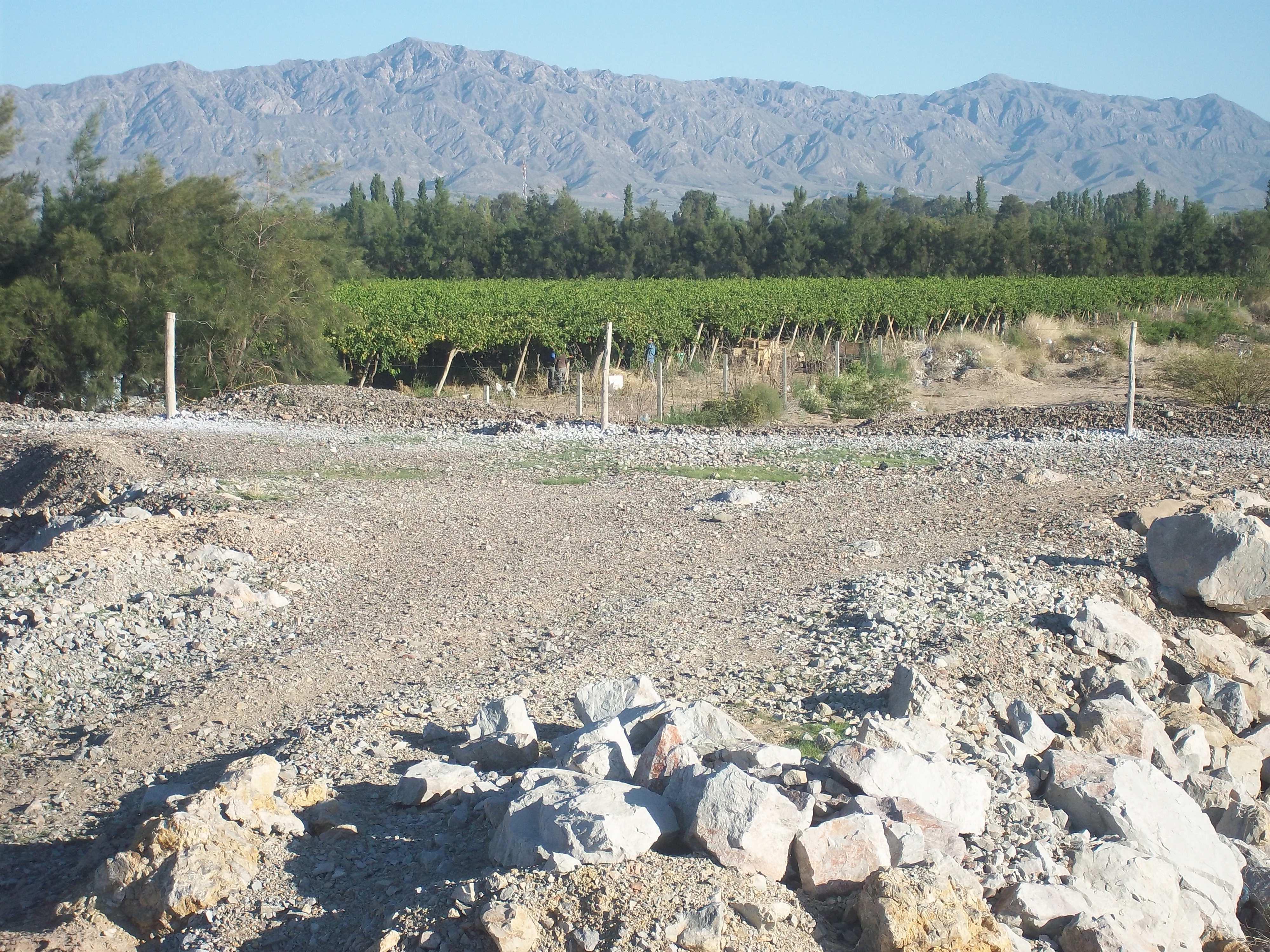
Plantación de viñedos

Albardón es un departamento con una importante producción agrícola, cuenta con una superficie total cultivada de aproximadamente 3.409 hectáreas, según el relevamiento agrícola de la provincia de San Juan, del ciclo 2006-2007. De las cuales el 70 % está destinado a la vid.
Actualmente el cultivo de la vid es de principal importancia en el desarrollo económico y social del departamento. Su producción está incorporada al comercio económico regional Mercosur
El resto de la superficie cultivada la ocupan preferentemente frutales como: ciruelo, damasco y durazno, y pasturas. Son numerosos los emprendimientos frutihortícolas en el marco de programas de diferimientos impositivos, destinados al cultivo de verduras y frutas primicias, así como a plantas florales.
En números podría decirse que en Albardón hay 2.336 ha destinadas a la vid, 461 a los frutales, 213 a las pasturas, 118 a las semillas, 102 a arbolado público y las huertas familiares, 85 a las hortalizas, 57 al olivo, 9 a los cereales, y 3 a los forestales, entre los cultivos más importantes.

### Industria

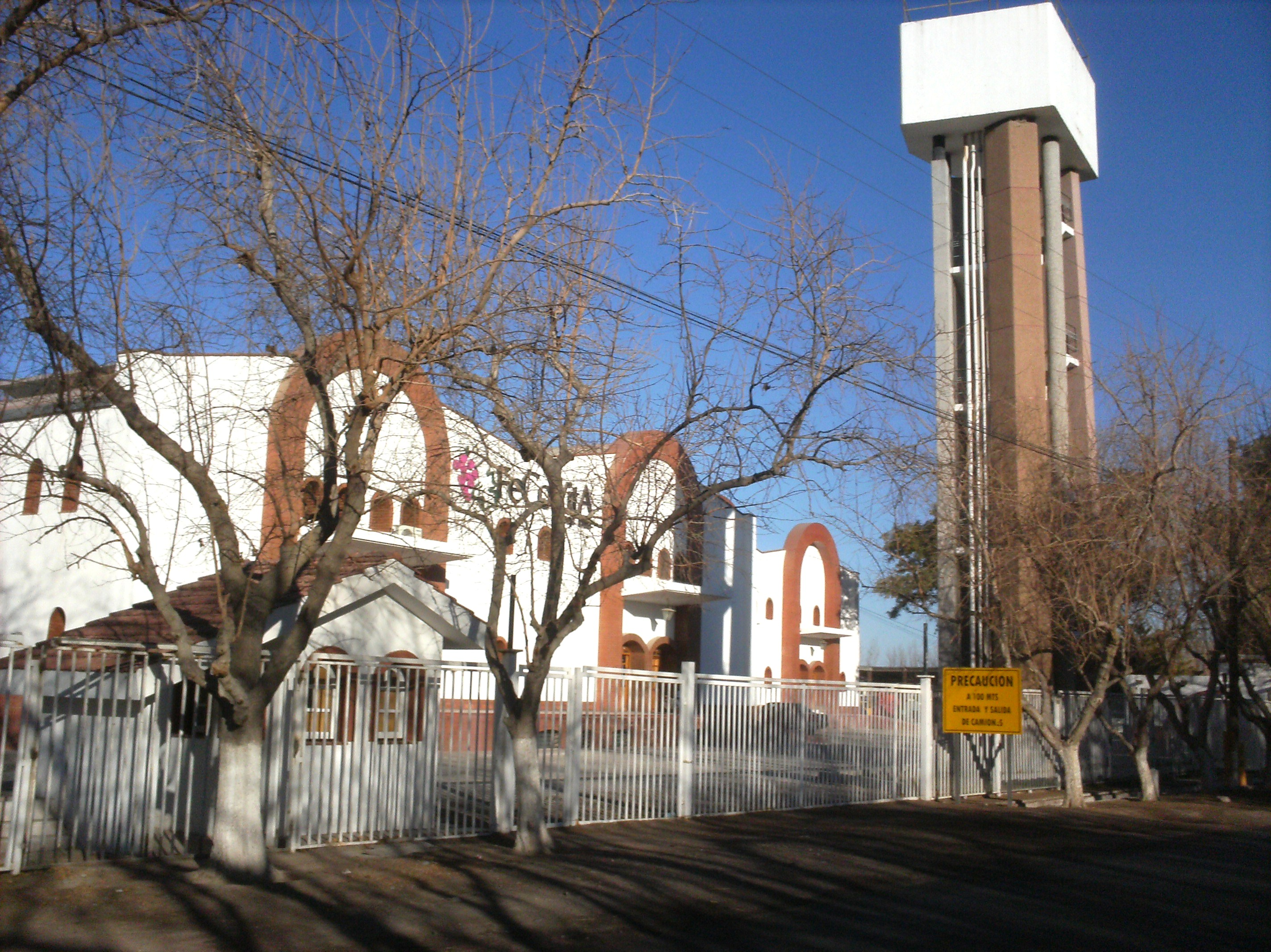
Vista de la bodega FECOVITA, la más importante del departamento.

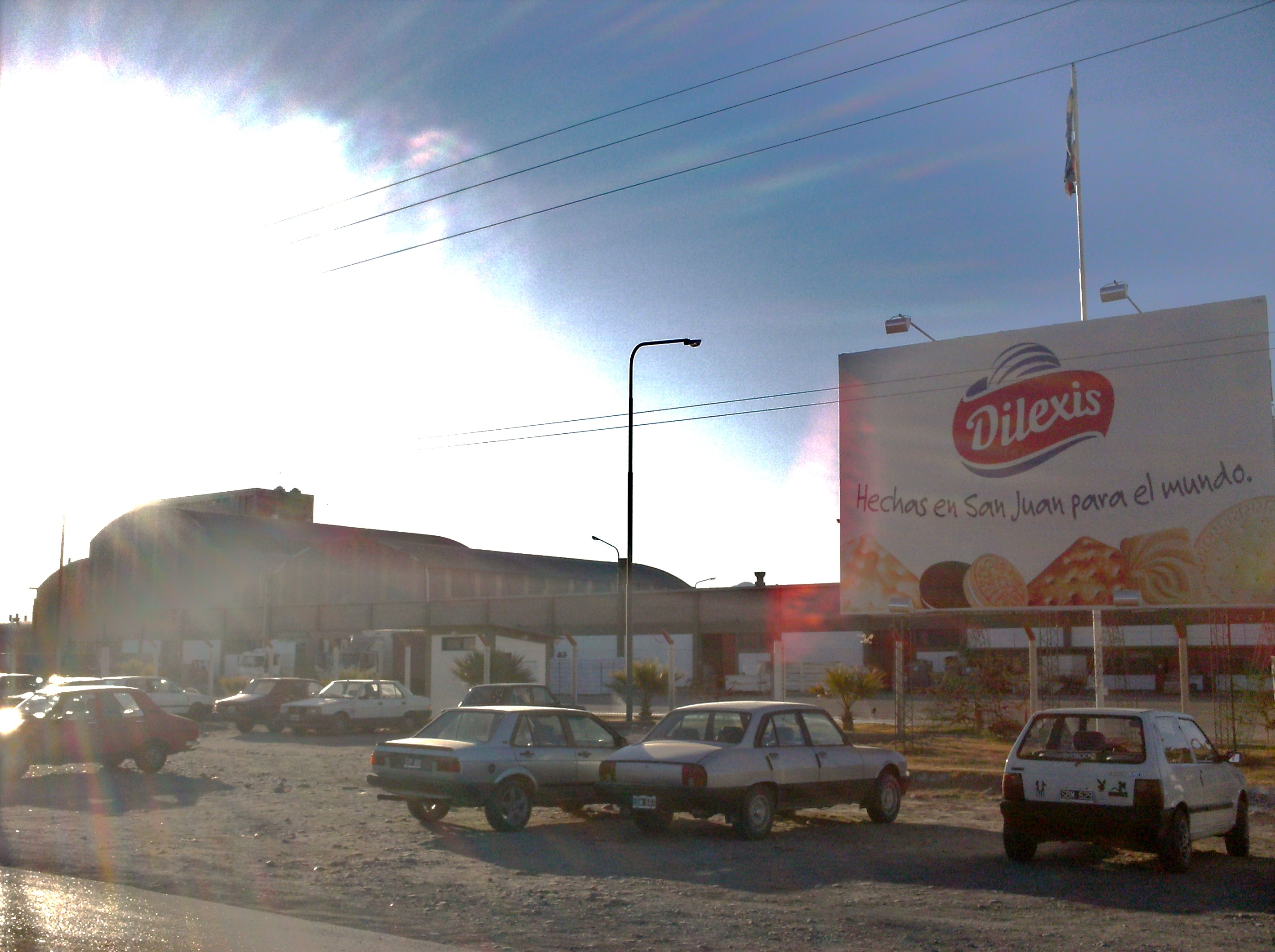
Industria dedicada a la fabricación de alimentos.

La industria, en Albardón, desde fines del siglo XIX, está relacionada con la pequeña bodega. A las grandes extensiones de viñedos se les sumaron las bodegas familiares. El impacto fue tan importante, que durante el siglo XX la economía departamental dependía exclusivamente de este cultivo y de la creación de establecimientos industriales muy importantes como Resero S.A., Montilla o Carrascosa, entre otros.
Además desde el año 2004 se puso en funcionamiento una fábrica donde se elaboran productos de panificación (galletas)  cuyas instalaciones habían comenzado a levantarse en 1976. Ese año el holding empresario Sasetru (Salimei, Seitún y Trucco) comenzó la construcción, pero el gobierno nacional no dio los subsidios prometidos y en 1980 Sasetru declaró la quiebra. Desde ese momento hubo varios intentos de gobiernos locales y nacionales para abrir la fábrica, pero ninguno tuvo éxito. Gracias a los beneficios de la promoción industrial, el grupo Dilexis S.A. compró la fábrica en 1996, (luego de la quiebra de Sasetru) y el 23 de marzo de 2004 se puso en funcionamiento.
Además en el departamento recientemente se ha construido un Parque Industrial. El mismo está enmarcado en el Programa de Ordenamiento Territorial y Desarrollo Urbano y Rural que se ha puesto en ejecución en Albardón. Se emplaza en una zona estratégica puesto que se sitúa entre los corredores bioceánicos Buenos Aires – Valparaíso (Ruta Nacional 7) y Porto Alegre – Coquimbo (Ruta Nacional 150) conectados por la (Ruta Nacional 40).
El espacio destinado al Parque Industrial ocupa una amplia superficie de 845 hectáreas, constituyendo el parque más grande de toda la provincia y acercando excelentes oportunidades de localización a empresas de con fuerte oferta en la provisión de servicios para la industria minera y metalúrgica.

### Minería

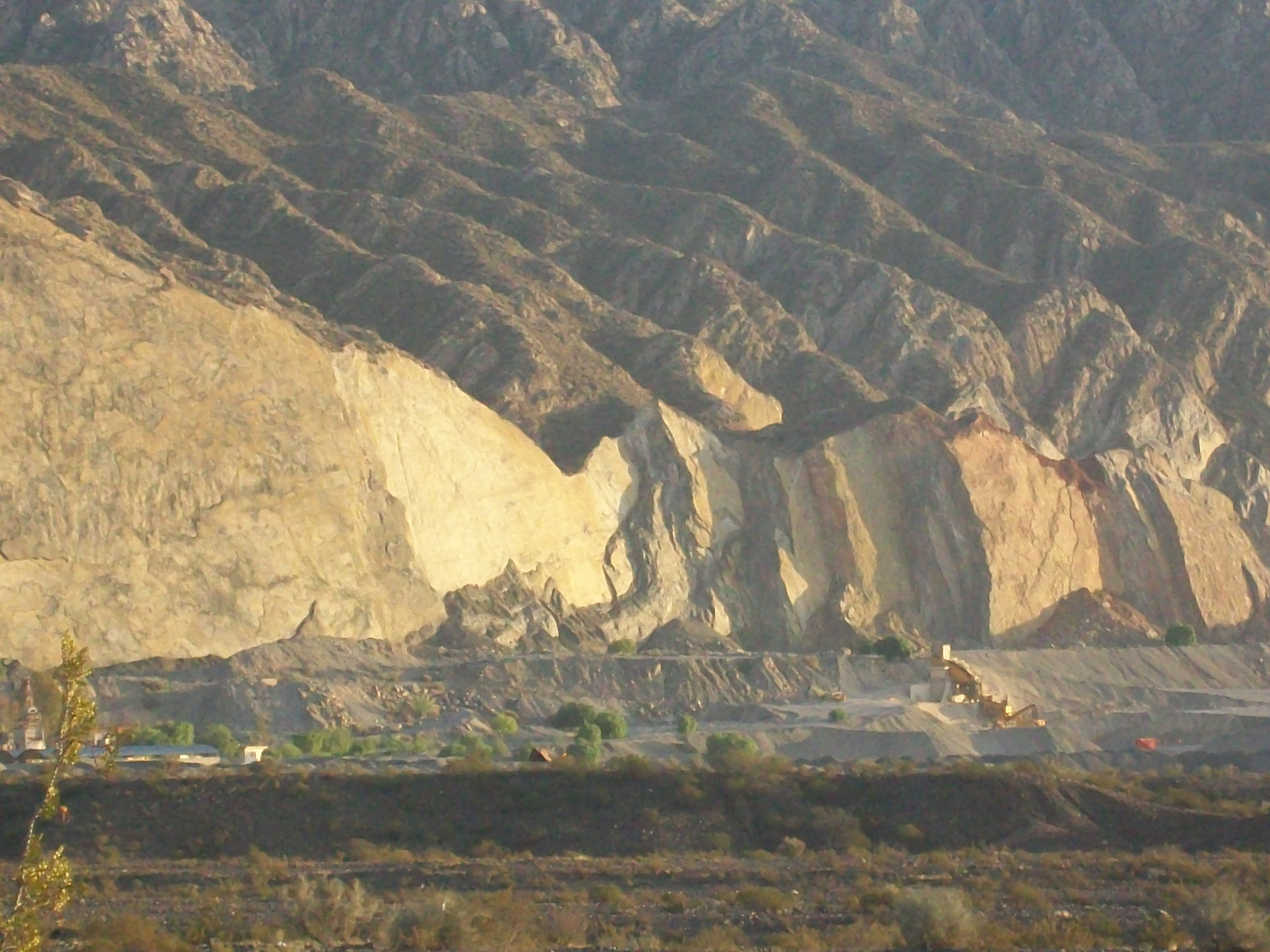
Explotación minera en la Serranía de Villicum.

La principal explotación minera se circunscribe a las cales puras e impuras y travertino. Al norte del departamento se ha instalado un horno que procesa el mineral: piedra caliza.

### Turismo
Albardón ofrece un lugar ideal para disfrutar del sol, el aire puro, el contacto con la tierra, el calor de un pueblo con hábitos, costumbres en un entorno con actividades rurales.
Entre los principales atractivos están los baños de aguas termales La Laja, cuyas virtudes terapéuticas constituyen un poderoso atractivo para una gran cantidad de visitantes. La infraestructura incluye baños de inmersión terapéutica, sector con baños personales, provistos de agua termal (26 °C), sector de habitaciones con piletones para baños termales, sala de masajes terapéuticos, camping, pileta de natación, quincho y parrilleros. En cuanto a las virtudes de los baños de La Laja, cuenta la historia que Domingo Faustino Sarmiento, como gobernador, trabajó incansablemente para promover la minería en San Juan. Para estudiar las riquezas de mineras trajo de Chile al ingeniero Francisco Rickard, quien elaboró numerosos informes. Uno de ellos de 1862 hizo referencia a las virtudes de los baños. Además otro importante atractivo es el aeródromo del Aeroclub La Laja, en donde turistas pueden contemplar desde el aire la geografía circundante desde la serenidad del vuelo en un planeador.
Hay posibilidades de degustar vinos artesanales que representan de la idiosincrasia vinícola albardonera, productos típicos con sellos de auténtica elaboración y una gastronomía ideal para quienes busquen descubrir el arte culinario. En algunas bodegas se puede hacer la observación de proceso de producción y elaboración del vino, así como la degustación dirigida de los mismos.
También hay propuestas vinculadas con el turismo rural con la existencia de granjas temáticas donde se propone realizar una gran variedad de tareas típicas de la zona, como Avistaje de animales de granjas y propios de la fauna del lugar, trabajos en huertas orgánicas, paseos en sulky, jardineras, visita a sus museos, tareas propias de campo. Además de ofrecen servicios como: restaurante, cancha de juegos, piscina y carpa para eventos.
En lo que respecta al turismo religioso, en Albardón, es posible visitar la Capilla histórica de San Nicolás de Tolentino ubicada en la localidad de Las Lomitas, que fue construida en 1912, caracterizada por tener un estilo colonial, con una arquitectura muy particular y sencilla, tanto en su exterior como interior. Su importancia yace en ser la primera iglesia construida en el departamento.
Otra iglesia a visitar es la Capilla artesanal Virgen de la Carrodilla de la localidad de Las Tierritas que presenta una particular belleza escénica e invita a conocer un lugar cargado de simbolismo y trabajo comunal, donde se ha aprovechado al máximo las bondades de la zona y el trabajo de todo un pueblo.
También es posible visitar la Gruta Virgen de Lourdes de las Sieste Vertientes en las inmediaciones de La Laja, la misma está erigida en un espacio caracterizado principalmente por la existencia de innumerables vertientes de agua termal que afloran incesantemente entre rocas de origen sedimentario, definiendo así el paisaje de la zona, te invita a descubrir nuevas experiencias y emociones cargadas de historias y testimonios de fe. Allí se puede realizar el ascenso a la gruta, obtener vista panorámica y observar avistaje de flora.
Otros espacios recreativos son el Dique Ávalos y el Autódromo El Villicum. Guiado por el circuito vitivinícola del lugar.